# Andski guan
Andski guan (lat. Penelope montagnii) je vrsta ptice iz roda Penelope, porodice Cracidae. Živi u visoravnima Anda od Venecuele i Kolumbije kroz Ekvador i Peru južno do Bolivije i možda sjeverozapadne Argentine.
Srednje je veličine, 40-58 centimetara, a teška je 500-840 grama. Ima dugo tijelo s tankim vratom i malenom glavom, sličnog oblika kao u purana, samo tanje i elegantnije. Perje je uglavnom smeđe s bijelim ivicama na glavi, vratu i prsima. Podbradak mu je crvene boje, a noge su mu također crvenkaste.
Ima pet podvrsta. To su:
- Penelope montagnii atrogularis - Ekvador i jugozapadna Kolumbija
- Penelope montagnii brooki - Cordillera oriental u Kolumbiji
- Penelope montagnii montagnii - Venezuela i Serranía de Perijá
- Penelope montagnii plumosa - Peru
- Penelope montagnii sclateri - Bolivija i sjeverna Argentina